# Neonuncia campbelli
Neonuncia campbelli är en spindeldjursart som beskrevs av Forster 1954. Neonuncia campbelli ingår i släktet Neonuncia och familjen Triaenonychidae. Inga underarter finns listade i Catalogue of Life.